# Glenn Close
Glenn Close (Greenwich, Connecticut, 19 maart 1947) is een Amerikaans film-, televisie- en toneelactrice. Ze wordt door haar grote verscheidenheid aan rollen gezien als een van de beste actrices van haar generatie. Ze won in haar carrière drie Emmy Awards en drie Tony Awards. Tevens werd ze zevenmaal genomineerd voor een Academy Award voor beste actrice, zonder dat ze die won.

## Biografie

### Jonge jaren
Close werd geboren in Greenwich, Connecticut, als dochter van socialite Bettine Moore Close en William Taliaferro Close. Haar vader was een arts die een kliniek in Belgisch-Congo had en privéarts was van president Mobutu Sese Seko.
In haar jeugd woonde Close met haar ouders in een huisje op het landgoed van haar grootvader in Greenwich. Op haar zevende werden haar ouders lid van een sekte genaamd de Moral Re-Armament (MRA) en bleven hiervan 15 jaar lid. Close studeerde aan de St. George's School in Zwitserland en reisde eind jaren 60 rond met een zanggroep van de MRA genaamd Up With People. Tevens studeerde ze aan de Rosemary Hall, alwaar ze in 1965 afstudeerde. Op haar 22e brak Close met de MRA en vertrok naar het College of William & Mary om theater en antropologie te studeren. Hier begon ze voor het eerst serieus te werken aan een acteercarrière onder begeleiding van Howard Scammon. Tevens werd ze verkozen tot lid van de Phi Beta Kappa Society.

### Carrière
Close maakte haar theaterdebuut in 1974, haar televisiedebuut in 1979 en haar filmdebuut in 1982. Haar bekendste theaterrol was die van Norma Desmond in  Sunset Boulevard.
Van 1974 tot 1981 maakte Close deel uit van het theatergezelschap New Phoenix Repertory Company. Daar werd ze ontdekt door regisseur George Roy Hill, die haar uitkoos voor de film The World According to Garp. Voor haar debuut werd ze direct genomineerd voor een Oscar. In 1984 speelde Close mee in de dramafilm Something About Amelia over een familie die ten onder gaat aan seksueel misbruik. De film won een Golden Globe. In de jaren 90 was ze te zien in films als drama Sarah, Plain and Tall (1991) en de twee vervolgen daarop. Tevens speelde ze in The Paper (1994), Steven Spielbergs Hook, de satirische sciencefictionfilm Mars Attacks! (1996) en de Disneyfilm 101 Dalmatiërs. In die laatste vertolkte ze de rol van Cruella De Vil.
Glenn Close werd voor zowel haar bijrollen in The World According to Garp (1982), The Big Chill (1983) en The Natural (1984) als haar hoofdrollen in Fatal Attraction (1987), Dangerous Liaisons (1988) en Albert Nobbs (2011) genomineerd voor een Academy Award. Meer dan vijftien filmprijzen werden haar daadwerkelijk toegekend, waaronder Emmy Awards voor de televisiefilm Serving in Silence: The Margarethe Cammermeyer Story en de dramaserie Damages als Golden Globes voor de televisiefilm The Lion in Winter en voor Damages.
Close heeft tweemaal Saturday Night Live gepresenteerd: in 1989 en 1992.
Op 12 januari 2009 kreeg Close een ster op de Hollywood Walk of Fame.
In 2019 kreeg ze opnieuw een Oscarnominatie voor beste actrice. Dat was voor haar hoofdrol als Joan Castleman in The Wife.

### Privé
Van 1969 tot 1971 was Close getrouwd met Cabot Wade, een gitarist en liedschrijver die ze kende van haar tijd bij Up with People. Van 1979 tot 1983 had ze een relatie met Len Cariou. Van 1984 tot 1987 was ze getrouwd met zakenman James Marlas. Kort na dit huwelijk begon ze een relatie met producent John H. Starke, die ze had leren kennen op de set van The World According to Garp. Samen kregen ze in 1988 een dochter genaamd Annie Starke.
In 1995 was Close verloofd met Steve Beers, maar tot een huwelijk kwam het niet en in 1999 gingen ze uit elkaar. In februari 2006 trouwde Close met David Shaw. Dit huwelijk liep in augustus 2015 op de klippen.
Close is een hondenliefhebster en schrijft blogs voor Fetchdog.com, waarin ze beroemdheden interviewt over hun relatie met hun huisdier. Op politiek vlak heeft ze onder andere de verkiezingscampagnes van Hillary Clinton, Howard Dean, John Edwards en Barack Obama financieel gesteund. 
Close is oprichtster en voorzitster van BringChange2Mind, een organisatie die streeft naar het doorbreken van het stigma en de discriminatie omtrent psychische aandoeningen. Hiermee ondersteunt ze haar zus Jessie, die lijdt aan bipolaire stoornis.

## Producties op Broadway

### Musicals
- 1994 - Sunset Boulevard Musical van Andrew Lloyd Webber gebaseerd op de film Sunset Boulevard uit 1950
- 1980 - Barnum Musical over Phineas Taylor Barnum
- 1976 - Rex Musical van Richard Rodgers over Hendrik VIII van Engeland

### Drama
- 2007 - Damages
- 1992 - Death and the Maiden
- 1985 - Benefactors
- 1983 - The Real Thing Drama van Tom Stoppard
- 1978 - The Crucifer of Blood

### Films
*Exclusief meer dan vijftien televisiefilms
- 2025 - Back in Action (Ginny Curtis)
- 2024 - The Summer Book (oma)
- 2024 - Brothers (Cath Munger)
- 2024 - The Deliverance - (Alberta Jackson)
- 2023 - Heart of Stone (King of Diamonds)
- 2021 - Swan Song (Dr. Scott)
- 2020 - Hillbilly Elegy (Mawmaw)
- 2020 - Four Good Days (Deb Wheeler)
- 2017 - The Wife (Joan Castleman)
- 2017 - What Happened to Monday (Nicolette Cayman)
- 2016 - The Girl with All the Gifts (dokter Caroline Caldwell)
- 2016 - Warcraft: The Beginning (Alodi)
- 2014 - Guardians of the Galaxy (Nova Prime)
- 2011 - Albert Nobbs
- 2007 - Evening
- 2006 - George and Martha Washington: A 40 Year Romance (verteller)
- 2005 - Hoodwinked als Granny (stem)
- 2005 - Heights
- 2005 - Nine Lives
- 2005 - The Chumscrubber
- 2005 - Tarzan II (stem)
- 2004 - The Stepford Wives
- 2003 - Le divorce
- 2002 - Pinocchio (stem)
- 2001 - The Safety of Objects
- 2000 - Things You Can Tell Just by Looking at Her
- 2000 - 102 Dalmatiërs als Cruella De Vil
- 1999 - Tarzan (stem)
- 1999 - Cookie's Fortune
- 1997 - Paradise Road als Adrienne Pargiter
- 1997 - Air Force One
- 1996 - Mary Reilly
- 1996 - 101 Dalmatiërs als Cruella De Vil
- 1996 - Mars Attacks!
- 1994 - The Paper
- 1993 - The House of the Spirits als Ferula
- 1991 - Hook
- 1991 - Meeting Venus
- 1990 - Reversal of Fortune
- 1990 - Hamlet
- 1989 - Immediate Family
- 1988 - Dangerous Liaisons (Oscar-nominatie)
- 1988 - Gandahar (stem Engelstalige versie)
- 1987 - Fatal Attraction (Oscar-nominatie)
- 1985 - Maxie
- 1985 - Jagged Edge
- 1984 - The Natural (Oscar-nominatie)
- 1984 - The Stone Boy
- 1984 - Greystoke: The Legend of Tarzan, Lord of the Apes (stem)
- 1983 - The Big Chill (Oscar-nominatie)
- 1982 - The World According to Garp (Oscar-nominatie)